# جون مايرز مايرز
جون مايرز مايرز (بالإنجليزية: John Myers Myers)‏ (11 يناير 1906 - 30 أكتوبر 1988)؛ كاتِب ومؤلِّف، شاعر وروائي أمريكي.